# Michaël Levinas
Michaël Levinas (París, 18 de abril de 1949) es un compositor y pianista contemporáneo francés.  Es miembro de la Academia de Bellas Artes.

## Biografía
Nacido en París, Michael Levinas es hijo del filósofo Emmanuel Levinas y de la pianista moscovita Raissa Lévy.  Ingresó  en el Conservatorio Nacional Superior de París, donde hizo estudios de piano (asistió a la famosa clase de acompañamiento), de dirección de orquesta y de composición. Conoció a grandes músicos que le dejaron una profunda impresión, en particular, los pianistas Vlado Perlemuter, Yvonne Lefébure, y también Yvonne Loriod a quien mostró sus primeras obras. Ella consiguió que entrara en la famosa clase de composición de Olivier Messiaen y desarrolló también su repertorio para piano y le enseñó el gran repertorio del siglo XX,  el de Messiaen y las obras de sus alumnos, Boulez y Stockhausen. Messiaen y Loriod le alentaron la doble vocación, la carrera de compositor y pianista. Levinas realizó pasantías en el GRM, tomó clases en Darmstadt (Xenakis, Karlheinz Stockhausen, Ligeti). También fue un momento neurálgico cuando crea en 1973, con sus compañeros de clase de la clase de Messiaen, Tristan Murail, Gérard Grisey y Roger Tessier, el ensemble l'Itinéraire, fundador del movimiento espectral. Será luego su director y presidente entre 1985 y 2003. 
Al final de sus estudios, Levinas realizó sus primeras giras de pianista. Más tarde, todavía alentado por Messiaen, fue nombrado estudiante becado en la Villa Medicis en Roma, dirigido entonces por el pintor Balthus, otro de sus grandes encuentros. Estará en Roma entre 1975 y 1977, y allí compondrá  Ouverture pour une fête étrange  para los jardines de la Villa. 
De regreso en Francia, fue nombrado profesor en el Conservatorio Nacional de Música de París en 1986. Su enseñanza hizo escuela y tiene una influencia internacional.
Fue el primer pianista intérprete de su generación, después de Yves Nat, en grabar la integral de las 32 Sonatas de Beethoven entre 1988 y 1991 en el sello Adès.  Esa integral ha sido reeditada por Universal Music. También dio en conciertos las sonatas completas de Beethoven, primero en 1994, en la Salle Gaveau, y una segunda vez en 2014, en el Collège des Bernardins, en París. Pero fue su primer disco dedicado a Schumann, que incluía la Krieleriana y Fantaisie, grabado en 1982 en Adès, el que lanzó su actividad de concertista clásico. También dedica una parte importante de su actuación al repertorio de música de cámara y participa en muchas reuniones en festivales europeos.
Entre sus grabaciones históricas incluyen los Estudios completos de Scriabin, el Primer libro de estudios de Ligeti, el primer cuaderno de los Preludios de Debussy, las Sonatas de Schubert, las Cuatro baladas de Chopin, las Variaciones Diabelli de Beethoven, El Carnaval y Los estudios sinfónicos de Schumann, la Primera sonata de Boulez, las Mélodies de Fauré con la cantante Magali Léger.
La discografía de Michael Levinas en el campo de la composición se distribuye entre varias discográficas. Todo el trabajo de Michael Levinas es publicado por la editorial Henri Lemoine. Sus obras para conjunto, orquesta y solista son creadas y repetidas por los conjuntos, festivales e instituciones más famosos de Francia y en el extranjero: Festival de Donauschingen, Reuniones Internacionales de Darmstadt, IRCAM, Cité de la Musique, Ensemble Inter Contemporain, Ensemble Ictus, Ensemble Itinéraire, Klang Forum, Le Balcon, RRadio France, Multilatérales, Bienal de Venecia...
En 2017, Michael Levinas fundó el «Stimmung Trio» junto a Christophe Giovaninetti (violinista) y Emmanuelle Bertrand (violonchelista).
Como uno de los grandes pianistas de nuestro tiempo, grabó la integral completa para teclado del Clave bien temperado de Johann Sebastian Bach en 2003 en Universal Music, que tocó en concierto en dos noches en la Cité de la Musique de París en 2003 también.
Fue elegido para la Academia de Bellas Artes el 18 de marzo de 2009, en el asiento sede de Jean-Louis Florentz y recibido bajo la Cúpula el 15 de junio de 2011 por François-Bernard Mâche.
Michaël Levinas está casado con la filósofa y musicóloga Danielle Cohen-Levinas.

## Distinciones
- 2017: Caballero de la Legión de Honor.[5]

## Obras principales
- 1971: Arsis et Thésis, para flauta baja sonorizada (7 min.);
- 1973: Clov et Hamm, para trombón, tuba, percusión y cinta (8 min.)
- 1974: Appels [Llamadas], para 11 instrumentistas (9 min.);
- 1975: Froissements d'ailes [Aleteo de alas], para flauta travesera. Esta escena describe un pájaro encerrado en una habitación.
- 1979: Ouverture pour une fête étrange [Obertura para una fiesta extraña], para dos orquestas y dispositivo electroacústico (16 min.);
- 1980: Concerto pour piano espace n° 2 (12 min.);
- 1981: Les rires de Gilles [Las risas de Gilles], para cinco instrumentistas y cinta (8 min.);
- 1985: La conférence des oiseaux [La conferencia de los pájaros], espectáculo musical basado en un cuento persa de Attar (55 min.);
- 1988: La cloche fêlée [La campana rota], para orquesta y dispositivo electroacústico (12 min.);
- 1988: Voûtes [Bóvedas], para 6 percusionistas (11 min.);
- 1991: Préfixes [Prefijos], para 17 instrumentistas y dispositivo electroacústico (15 min.);
- 1993: Rebonds [], para sexteto y dispositivo electroacústico (15 min.);
- 1994: Par-delà [Más allá], para gran orquesta;
- 1996: Go-gol, ópera en dos actos con libreto de Frédéric Tristan según las novelas de Gogol Gogol  (120 min.);
- 2003: Les Nègres [Los negros], ópera en 3 actos sobre los textos de (108 min.);
- 2009: Évanoui [Desvanecido], para gran orquesta;
- 2011: La Métamorphose [La Metamorfosis], ópera según la novela de Kafka, estreno el 7 de marzo de 2011 en Lille;
- 2013: L'amphithéâtre [El anfiteatpro], para gran orquesta;
- 2014: Le Petit Prince [El Principito], ópera estrenada en noviembre de 2014 en Lausana;
- 2017: La Passion selon Marc - Une passion après Auschwitz [La pasión según Marc : una pasión después de Auschwitz], estreno el 12 de abril de 2017 en Lausana, el 13 de abril en Ginebra y el 14 de abril en Friburgo.

## Discografía
- Ouverture pour une fête étrange, Les rires de Gilles, Concerto pour piano espace numéro 2, Clov et Hamm, Contrepoints irréels III-rencontres, Adès, 14072-2
- Préfixes, Arsis et Thésis, Froissements d'ailes, Voûtes, Rebonds, Trois études pour piano, La cloche fêlée, Salabert, SCD 9402
- La conférence des oiseaux, espectáculo musical basado en un cuento persa de Attar, 1985, Éd. Henry Lemoine, 55 min
- Les nègres, ópera en 3 actos sobre los textos de Jean Genet, 2003, 108 min 33 s
- «La bonne chanson» de Gabriel Fauré, sobre poemas de Paul Verlaine, con Magali Leger (soprano) al canto, 2008, en M&A classique / Intégral
- «Carnaval op.9, Études symphoniques op.13 & Papillons op.2 de Robert Schumann», 2010, en Saphir Productions